# Campeonato de Fútbol de Asia Oriental de 2008
El Campeonato de Fútbol de Asia Oriental de 2008 fue la tercera edición del torneo de la Federación de Fútbol de Asia Oriental para selecciones masculinas de fútbol de categoría absoluta. Su fase final se desarrolló en China, teniendo como ganadora a Corea del Sur por segunda ocasión.

## Sede
| Chongqing                                 |
| ----------------------------------------- |
| Centro de Deportes Olímpicos de Chongqing |
| Aforo: 58 600                             |
|                                           |

## Selecciones participantes
| Selecciones participantes | Selecciones participantes | Selecciones participantes | Selecciones participantes |
| ------------------------- | ------------------------- | ------------------------- | ------------------------- |
| Corea del Norte           | Corea del Sur             | China                     | Japón                     |

## Resultados
- Los horarios son correspondientes al huso horario de China (UTC+8).

| Equipo          | Pts | PJ | PG | PE | PP | GF | GC | Dif |
| --------------- | --- | -- | -- | -- | -- | -- | -- | --- |
| Corea del Sur   | 5   | 3  | 1  | 2  | 0  | 5  | 4  | 1   |
| Japón           | 5   | 3  | 1  | 2  | 0  | 3  | 2  | 1   |
| China           | 3   | 3  | 1  | 0  | 2  | 5  | 5  | 0   |
| Corea del Norte | 2   | 3  | 0  | 2  | 1  | 3  | 5  | -2  |

| 17 de febrero de 2008, 15:30 | China                          | 2:3 (0:1) | Corea del Sur                                | Centro de Deportes Olímpicos, Chongqing                  |                                                          |
|                              | Zhou Haibin 46' · Liu Jian 61' | Reporte   | Park Chu-young 42', 63' · Kwak Tae-hwi 90+1' | Asistencia: 25,000 espectadores Árbitro(s): Mohsen Torky | Asistencia: 25,000 espectadores Árbitro(s): Mohsen Torky |

| 17 de febrero de 2008, 18:15 | Japón     | 1:1 (0:1) | Corea del Norte | Centro de Deportes Olímpicos, Chongqing                     |                                                             |
|                              | Maeda 81' | Reporte   | Jong Tae-se 5'  | Asistencia: 15,000 espectadores Árbitro(s): Choi Myung-yong | Asistencia: 15,000 espectadores Árbitro(s): Choi Myung-yong |

| 20 de febrero de 2008, 18:15 | China | 0:1 (0:1) | Japón      | Centro de Deportes Olímpicos, Chongqing              |                                                      |
|                              |       | Reporte   | Yamase 17' | Asistencia: 38,000 espectadores Árbitro(s): Tae Song | Asistencia: 38,000 espectadores Árbitro(s): Tae Song |

| 20 de febrero de 2008, 20:45 | Corea del Sur   | 1:1 (1:0) | Corea del Norte | Centro de Deportes Olímpicos, Chongqing                        |                                                                |
|                              | Yeom Ki-hun 20' | Reporte   | Jong Tae-se 72' | Asistencia: 20,000 espectadores Árbitro(s): Hiroyoshi Takayama | Asistencia: 20,000 espectadores Árbitro(s): Hiroyoshi Takayama |

| 23 de febrero de 2008, 18:15 | Japón      | 1:1 (0:1) | Corea del Sur   | Centro de Deportes Olímpicos, Chongqing             |                                                     |
|                              | Yamase 67' | Reporte   | Yeom Ki-hun 15' | Asistencia: 29,000 espectadores Árbitro(s): Tan Hai | Asistencia: 29,000 espectadores Árbitro(s): Tan Hai |

| 23 de febrero de 2008, 20:45 | China                                         | 3:1 (1:1) | Corea del Norte | Centro de Deportes Olímpicos, Chongqing                  |                                                          |
|                              | Zhu Ting 45' · Wang Dong 55' · Hao Junmin 88' | Reporte   | Ji Yun-nam 35'  | Asistencia: 30,500 espectadores Árbitro(s): Mohsen Torky | Asistencia: 30,500 espectadores Árbitro(s): Mohsen Torky |

|                                  |
|                                  |
| Campeón Corea del Sur 2.º título |

## Premios
| Mejor portero | Mejor defensa | Goleador                                           | Mejor jugador | Premio al juego limpio |
| ------------- | ------------- | -------------------------------------------------- | ------------- | ---------------------- |
| Ri Myong-Guk  | Yuji Nakazawa | Yeom Ki-hun Park Chu-young Kōji Yamase Jong Tae-se | Kim Nam-il    | Corea del Sur          |